# Korpinsaari (ö i Luhanka, Ahvenusselkä)
Korpinsaari är en liten ö i Finland. Den ligger i sjön Päijänne och i kommunen Luhango i den ekonomiska regionen  Joutsa ekonomiska region  och landskapet Mellersta Finland, i den södra delen av landet, 180 km norr om huvudstaden Helsingfors. Öns area är 21,9 hektar och dess största längd är 0,8 kilometer i sydväst-nordöstlig riktning.